# Ludo
Ludo je anglická desková hra pro dva až čtyři hráče, ve které závodí se svými čtyřmi žetony od začátku do konce podle hodů jedné kostky. 

## Historie
Hra Ludo je odvozena od indické hry Pačísí, známé již ze 7. století. Hru do Evropy přivezli na konci 19. století Angličané přímo z Indie. Pravidla byla zjednodušena a hra byla patentovaná v roce 1896 pod názvem Ludo. Slovo Ludo je odvozeno z latinského „ludus“ - hraji. 
Z hry poté vznikly další variace s podobnými pravidly, například německé Člověče, nezlob se!, anglické Sorry!, nebo americké Aggravation a Trouble.

## Hrací plocha
Zvláštní oblasti desky Ludo jsou obvykle zbarveny jasně žlutou, zelenou, červenou a modrou barvou. Každý hráč má přiřazenu barvu a má čtyři žetony ve své barvě. Deska je obvykle čtvercová s herním prostorem ve tvaru kříže, přičemž každé rameno kříže má tři sloupce čtverců, obvykle šest na sloupec. Střední sloupce mají obvykle pět barevných čtverců, jedná se o domácí sloupec hráče. Šestý barevný čtverec, který není na domovském sloupci, je startovním čtvercem hráče. Ve středu hrací plochy je cílový čtverec, složený z barevných trojúhelníků na vrcholu barevných sloupců. Barevný celek znázorňuje šipku směřující do cíle.

## Pravidla

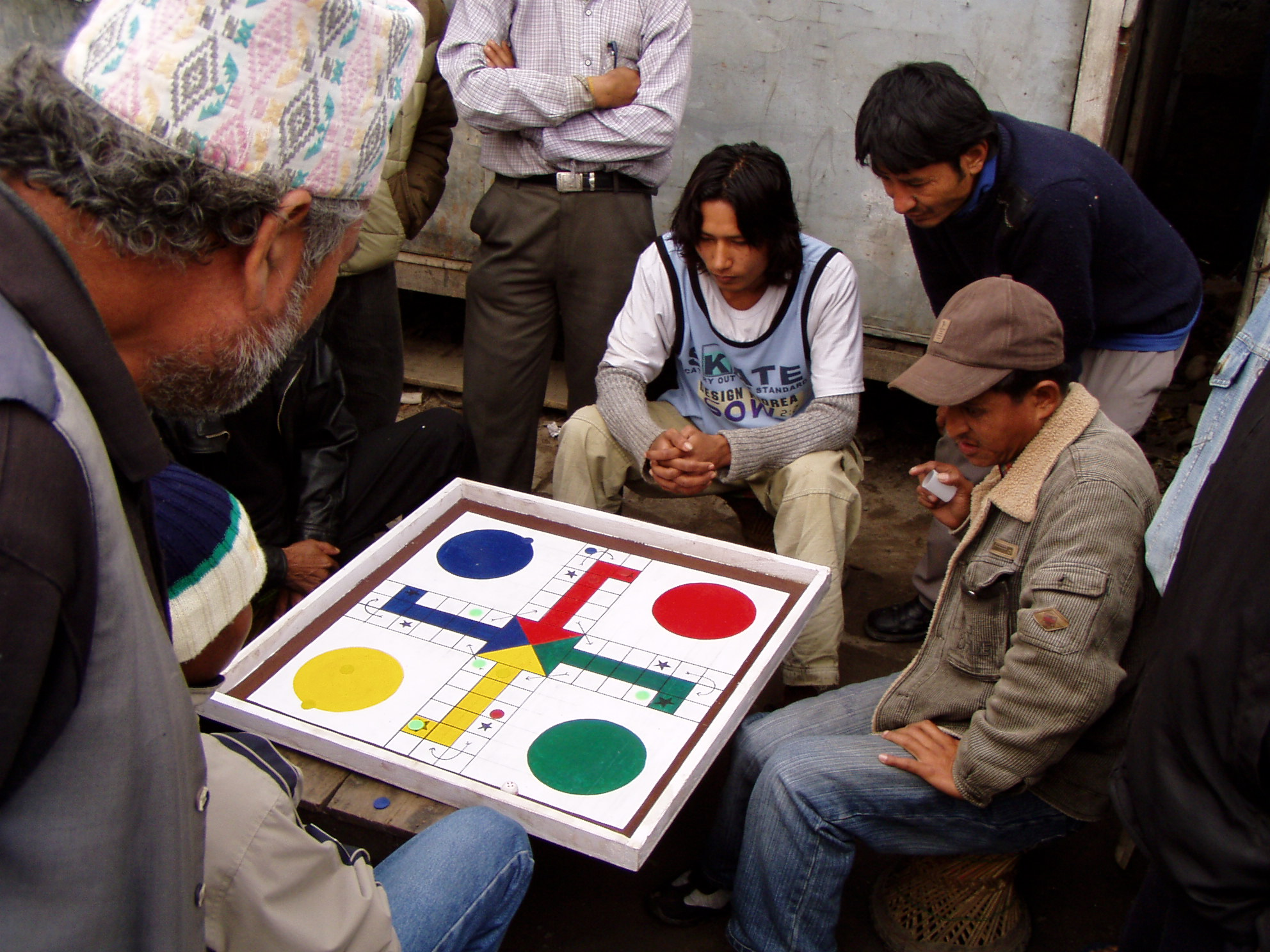
Hráči Ludo v Nepálu

Každý hráč hodí kostkou, ten s nejvyšší hodnotou začíná hru, hráči se střídají ve směru hodinových ručiček. Aby hráč mohl vložit žeton na startovní pole, musí hodit 6. Hráč musí vyjít se žetonem z domova pokaždé když hodí 6, pokud není domeček prázdný, nebo startovní pole nemá dva vlastní žetony (je zdvojnásoben). Pokud hráč ještě nemá žádné žetony ve hře a hodí něco jiného než 6, kolo přechází k dalšímu hráči.
Hráči musí vždy pohybovat žetonem ve směru hodinových ručiček podle hozené hodnoty kostky. Jakmile má hráč ve hře jeden nebo více žetonů, jeden vybere a posune jej dopředu po dráze o počet čtverců hodnoty hozené kostkou. Pokud soupeřův žeton blokuje vaši cestu, budete muset zastavit na stejném místě jako jeho žeton, abyste jej vyhodili. Nemůžete se pohybovat přes jeho žeton. Pokud není možný žádný tah, na tahu je další hráč. 
Pokud nemůže hráč vyjít žetonem z domova, hozením 6 získá další tah. Pokud bonusový hod vyústí znovu v 6, hráč znovu získá další bonusový hod. Pokud je třetí bonusový hod také 6, hráč nemůže hrát a tah okamžitě přechází k dalšímu hráči.
Pokud  hráčův žeton skončí na čtverci obsazeném žetonem soupeře, je žeton soupeře vrácen na startovní dvůr jeho majitele. Vrácený žeton může být znovu uveden do hry pouze v případě, že hráč hodí 6. Pokud žeton dopadne na stejný prostor jako jiný žeton stejné barvy, zdvojnásobí se, a vytvoří tak „blok“, který nemůže být přeskočen, ani vyhozen žádným soupeřovým žetonem. Bloky lze později rozdělit. Zdvojnásobené kusy se mohou pohybovat o polovinu hodu, pokud je hozeno sudé číslo a mohou také vyhodit jiný zdvojený kus.
Na rozdíl od Pačísí neexistují na herní dráze žádná „bezpečná“ pole, která chrání žetony hráče před vyhozením. Čtverce domácího sloupce jsou však vždy v bezpečí, protože do nich nemůže vstoupit žádný soupeř. V domovském sloupci nemůžete přeskočit svůj žeton. Hoďte přesnou hodnotu potřebnou k posunutí každého žetonu na domácí trojúhelník. Hráč se všemi čtyřmi žetony na domácím trojúhelníku vyhrává.

## Varianty
Hrají se různé varianty pro urychlení či ztížení hraní. Například, že jednoduché, ani zdvojené žetony neblokují soupeře v přeskočení, či se dají přeskočit hozením 1 nebo 6. Některé varianty také neumožňují chození se zdvojenými žetony, anebo házení třikrát za sebou.